# (23490) Monikohl
(23490) Monikohl est un astéroïde de la ceinture principale.

## Description
(23490) Monikohl est un astéroïde de la ceinture principale. Il fut découvert le 12 septembre 1991 à Tautenburg par Lutz Dieter Schmadel et Freimut Börngen. Il présente une orbite caractérisée par un demi-grand axe de 2,52 UA, une excentricité de 0,17 et une inclinaison de 13,1° par rapport à l'écliptique.

## Compléments